# Artiom Maltsev
Artiom Igorjevitj Maltsev (ryska: Артём Игоревич Мальцев, född 24 maj 1993, är en rysk längdskidåkare som debuterade i världscupen den 5 februari 2017 i Pyeongchang, Sydkorea. Vid debuten i världscupen slutade han på tredje plats i sprintstafett tillsammans med Nikita Krjukov.